# António de Carvalho e Melo Daun e Albuquerque e Lorena, 6.º Marquês de Pombal
António de Carvalho e Melo Daun e Albuquerque e Lorena GCNSC (Lisboa, 27 de dezembro de 1850 — Cadaval, 25 de novembro de 1911) foi um nobre, aristocrata e político português, 6.º Marquês de Pombal e 8.º Conde de Oeiras, e 5.º Conde de Santiago de Beduído. Foi gentil-homem da Real Câmara e Par do Reino.

## Biografia
Nasceu em Lisboa a 27 de dezembro de 1850, sendo filho do 5.º Marquês de Pombal, D. Manuel José de Carvalho Melo Daun Albuquerque e Lorena, e de sua primeira mulher, D. Margarida Manuel de Noronha. Por morte do seu irmão primogénito, o 7.º Conde de Oeiras, Sebastião José de Carvalho e Melo Daun e Lorena, que faleceu sem descendência em 1874, herdou o título de marquês de juro e herdade, por decreto de 21 de outubro de 1886.
Foi doutor em ciências políticas e administrativas pela Universidade Católica de Lovaina.
Deve-se a D. António de Carvalho e Melo Daun e Albuquerque e Lorena a criação da Assembleia dos Cavaleiros Portugueses da Ordem Soberana e Militar de Malta, fundada em 1899, de que foi o seu primeiro presidente até 1911.
Foi agraciado com os graus de Grã-Cruz da Ordem Militar de Nossa Senhora da Conceição de Vila Viçosa, Cavaleiro da Ordem da Coroa da Itália, e Cavaleiro da Ordem de Carlos III de Espanha.